# 1990–1991-es olasz labdarúgókupa
Az 1990–1991-es olasz labdarúgókupa az olasz kupa 44. kiírása. A kupát a Roma nyerte meg, immár hetedszer.

## Eredmények

### Első forduló
| 1. csapat  | Eredmény       | 2. csapat   | 1. mérk. | 2. mérk.  |
| ---------- | -------------- | ----------- | -------- | --------- |
| Cosenza    | 3–1            | Barletta    | 0–1      | 3–0 (hu.) |
| Fiorentina | 2–0            | Venezia     | 1–0      | 1–0       |
| Reggiana   | 2–2 (ig.)      | Como        | 0–1      | 2–1 (hu.) |
| Reggina    | 2–4            | Modena      | 1–3      | 1–1       |
| Cremonese  | 2–0            | Mantova     | 2–0      | 0–0       |
| Brescia    | 1–0            | Salernitana | 0–0      | 1–0       |
| Verona     | 5–2            | Palermo     | 2–1      | 3–1       |
| Padova     | 3–3 (ig.)      | Monza       | 3–1      | 0–2       |
| Avellino   | 1–3            | Taranto     | 1–1      | 0–2       |
| Udinese    | 4–2            | Casertana   | 4–1      | 0–1       |
| Foggia     | 5–4            | Lucchese    | 4–1      | 1–3       |
| Ascoli     | 1–2            | Giarre      | 1–0      | 0–2       |
| Ancona     | 3–3 (ig.)      | Messina     | 2–2      | 1–1       |
| Pescara    | 3–0            | Catanzaro   | 1–0      | 2–0       |
| Lecce      | 0–0 (Te.: 5-4) | Empoli      | 0–0      | 0–0       |
| Triestina  | 2–0            | Licata      | 1–0      | 1–0       |

### Második forduló
A fordulóban csatlakozó csapatok: Atalanta, Bari, Bologna, Cagliari, Cesena, Fiorentina, Genoa, Internazionale, Juventus, Lazio, Milan, Napoli, Pisa, Roma, Sampdoria, Torino.

| 1. csapat  | Eredmény       | 2. csapat      | 1. mérk. | 2. mérk. |
| ---------- | -------------- | -------------- | -------- | -------- |
| Napoli     | 5–0            | Cosenza        | 3–0      | 2–0      |
| Fiorentina | 2–0            | Parma          | 1–0      | 1–0      |
| Bologna    | 4–2            | Reggiana       | 4–1      | 0–1      |
| Modena     | 3–1            | Lazio          | 0–0      | 3–1      |
| Cesena     | 4–5            | Cremonese      | 4–3      | 0–2      |
| Sampdoria  | 5–1            | Brescia        | 1–1      | 4–0      |
| Verona     | 1–4            | Torino         | 0–4      | 1–0      |
| Monza      | 1–3            | Internazionale | 0–1      | 1–2      |
| Juventus   | 3–2            | Taranto        | 2–0      | 1–2      |
| Udinese    | 0–2            | Pisa           | 0–1      | 0–1      |
| Roma       | 4–1            | Foggia         | 1–0      | 3–1      |
| Giarre     | 0–3            | Genoa          | 0–0      | 0–3      |
| Bari       | 0–0 (Te.: 5-3) | Messina        | 0–0      | 0–0      |
| Atalanta   | 2–1            | Pescara        | 2–0      | 0–1      |
| Lecce      | 5–0            | Cagliari       | 4–0      | 1–0      |
| Milan      | 2–1            | Triestina      | 1–0      | 1–1      |

### Nyolcaddöntő
| 1. csapat      | Eredmény  | 2. csapat  | 1. mérk. | 2. mérk. |
| -------------- | --------- | ---------- | -------- | -------- |
| Napoli         | 2–1       | Fiorentina | 2–1      | 0–0      |
| Bologna        | 3–1       | Modena     | 1–0      | 2–1      |
| Sampdoria      | 4–3       | Cremonese  | 1–1      | 3–2      |
| Internazionale | 2–2 (ig.) | Torino     | 2–1      | 0–1      |
| Juventus       | 5–3       | Pisa       | 3–2      | 2–1      |
| Roma           | 3–1       | Genoa      | 2–0      | 1–1      |
| Atalanta       | 1–3       | Bari       | 1–0      | 0–3      |
| Milan          | 5–2       | Lecce      | 3–0      | 2–2      |

### Negyeddöntő
| 1. csapat | Eredmény       | 2. csapat | 1. mérk. | 2. mérk. |
| --------- | -------------- | --------- | -------- | -------- |
| Napoli    | 3–2            | Bologna   | 0–1      | 3–1      |
| Torino    | 1–1 (Te.: 2-4) | Sampdoria | 1–0      | 0–1      |
| Roma      | 3–1            | Juventus  | 1–1      | 2–0      |
| Bari      | 0–1            | Milan     | 0–1      | 0–0      |

### Elődöntő
| 1. csapat | Eredmény | 2. csapat | 1. mérk. | 2. mérk. |
| --------- | -------- | --------- | -------- | -------- |
| Napoli    | 1–2      | Sampdoria | 1–0      | 0–2      |
| Milan     | 0–1      | Roma      | 0–0      | 0–1      |

### Döntő

#### Első mérkőzés
| 1991. május 30. | Roma                                                      | 3 – 1 | Sampdoria   | Stadio Olimpico, Róma Nézőszám: – Játékvezető: Pierluigi Pairetto |
| 1991. május 30. | Pellegrini 12' (öngól) Berthold 35' Völler 40' (11-esből) | (3–1) | Katanec 29' | Stadio Olimpico, Róma Nézőszám: – Játékvezető: Pierluigi Pairetto |

#### Második mérkőzés
| 1991. június 9. | Sampdoria          | 1 – 1 | Roma                  | Stadio Luigi Ferraris, Genova Nézőszám: – Játékvezető: Arcangelo Pezzella |
| 1991. június 9. | Aldair 79' (öngól) | (0–0) | Völler 56' (11-esből) | Stadio Luigi Ferraris, Genova Nézőszám: – Játékvezető: Arcangelo Pezzella |

Összesítésben a Roma nyert (4–2).
| Az 1990–1991-es olasz labdarúgókupa győztese: |
| --------------------------------------------- |
| Roma 7. cím                                   |